# Étienne Tempier
Étienne (Stephen) Tempier (ook wel bekend als Stefanus van Orleans) (overleden op 3 september 1279) was een 13e-eeuwse Frans bisschop van Parijs. Hij was vanaf 1263 kanselier van de Sorbonne en vanaf 1268 bisschop van Parijs.
Hij wordt het best herinnerd voor het uitvaardigen van een veroordeling van 219  filosofische en theologische proposities (of artikelen) waarin ideeën en concepten werden besproken die aan de Artes faculteit van de Universiteit van Parijs werden betwist.

## Voetnoten
1. ↑  The Light and the Dark: A Cultural History of Dualism, Petrus Franciscus  Maria Fontaine, J.C. Gibben, 2006, blz. 181.

- Bibliothèque nationale de France: cb12435942c (data)
- Gemeinsame Normdatei: 118858394
- International Standard Name Identifier: 0000 0001 1047 3766
- Library of Congress Control Number: n88602543
- Nationale Bibliotheek van Tsjechië: jo2016909144
- Nationale bibliotheek van Australië: 35317518
- Nationale Bibliotheek van Israël: 987007316056005171
- Nederlandse Thesaurus van Auteursnamen: 119813629
- Système universitaire de documentation: 032606842
- Trove: 909585
- Virtual International Authority File: 27158146
- WorldCat: E39PBJymFk7WgjXrgPG9w9RdwC